# نادي بيشمركة أربيل
نادي بيشمركة أربيل الرياضي  (بالكردية: یانەی وەرزشی پێشمەرگەی هەولێر)‏ هو فريق كرة قدم عراقي مقره في أربيل، يلعب في الدوري العراقي الدرجة الثانية والدوري الكردستاني الممتاز.

## روابط خارجية
أندية العراق - تواريخ التأسيس